# Споменик Кости Стаменковићу
Споменик Кости Стаменковићу налази се у парку у центру Лесковца и окренут је према Хисару и Споменику палим за слободу. Рад је академског вајара Душана Николића из Београда. Откривен је 11. Октобра 1988. године. Свечани збор отворио је Слободан Митровић, председник Скупштине општине Лесковац. Говорио је и споменик открио Душан Чкребић, члан Представништва Централног комитета Савеза комуниста Југославије.